# Caspar Gottlob von Rodewitz

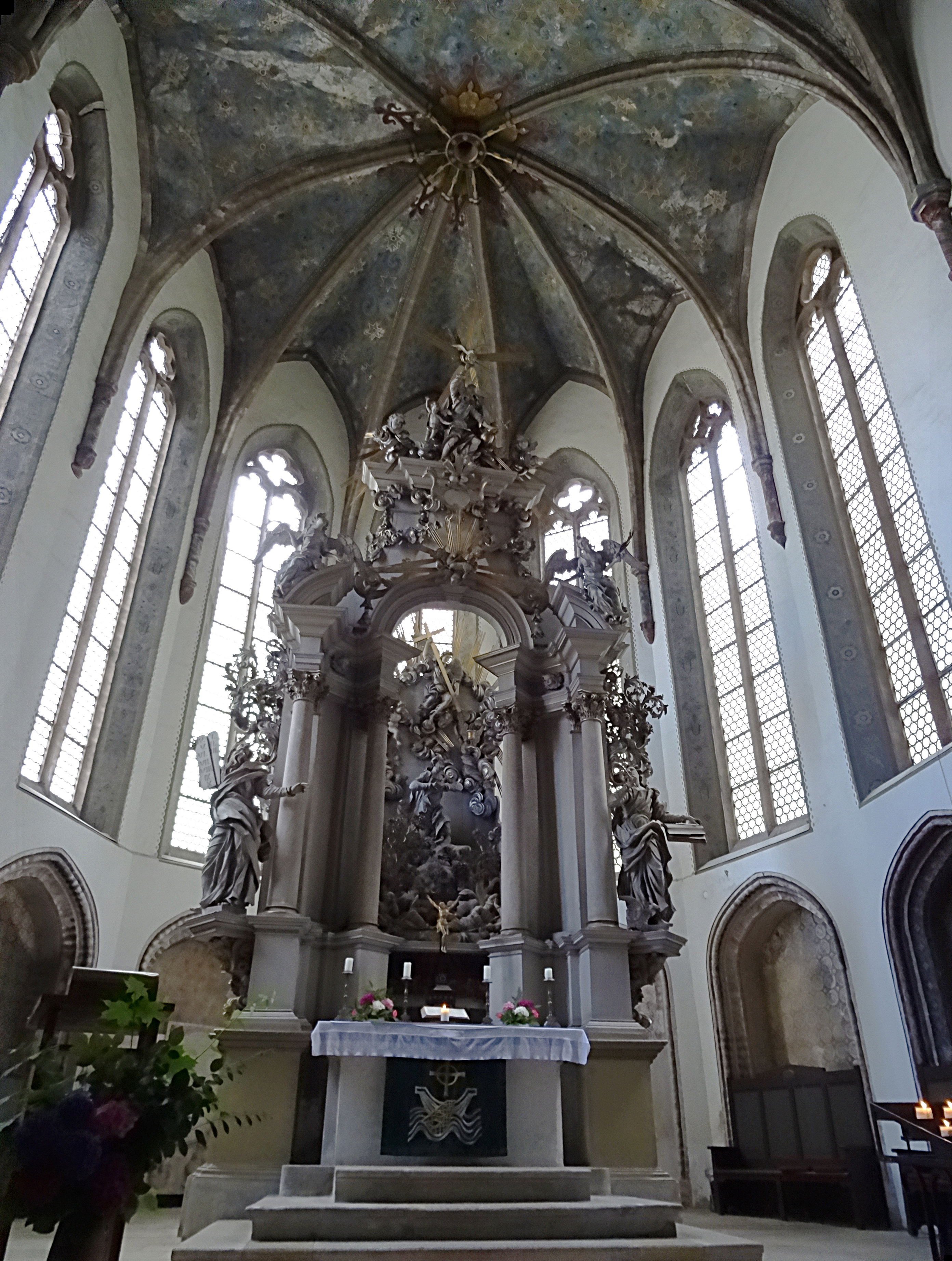
Der barocke Hochaltar in der Dreifaltigkeitskirche (Görlitz)

Caspar Gottlob von Rodewitz (* im September 1679 in Oderwitz; † 13. März 1721 in Görlitz) war ein deutscher Holzbildschnitzer und Steinbildhauer.
Rodewitz arbeitete ab 1709 hauptsächlich in Görlitz. Zu seinen bekanntesten Werken dort gehören die Kanzel und der Altar in der Frauenkirche (1706 bzw. 1712), der Hochaltar der Dreifaltigkeitskirche (1713) und Kanzelaltar, Taufengel und Beichtstuhl (1718) in der Dorfkirche von Deutsch Ossig (seit 1998 in der Hoffnungskirche Görlitz-Königshufen). Von ihm stammt vermutlich auch die Kanzel der Nikolaikirche (~1717–1721), die sich heute in der Plauener Johanniskirche befindet.
Sein Mitarbeiter Johann Matthäus Oberschall arbeitete auch am Dresdner Zwinger.